# Villar de Gallimazo
Villar de Gallimazo település Spanyolországban, Salamanca tartományban.  Lakosainak száma 198 fő (2024).

## Népesség
A település népessége az elmúlt években az alábbi módon változott:
| Lakosok száma | 211  | 193  | 180  | 177  | 173  | 185  | 196  | 192  | 201  | 198  |
|               | 2001 | 2004 | 2007 | 2009 | 2012 | 2014 | 2017 | 2019 | 2022 | 2024 |